# Rißdorf

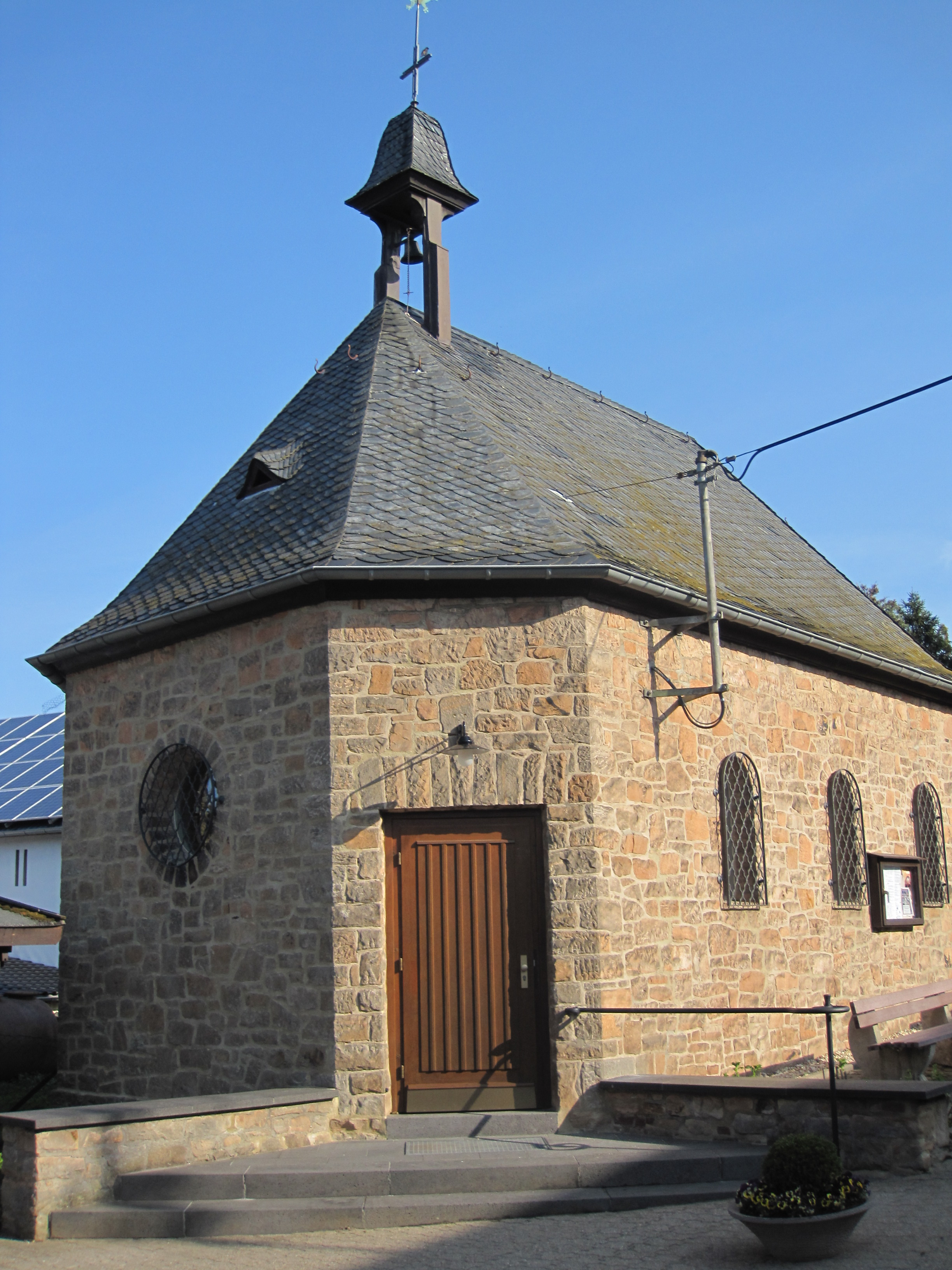
Mariä Himmelfahrt

Rißdorf ist ein Ort am Nordrand der Eifel, der zur Stadt Mechernich im Kreis Euskirchen gehört.
Rißdorf liegt ungefähr im Zentrum des Dreiecks Mechernich, Euskirchen und Bad Münstereifel.
Im Ort gibt es einen großen Bestand an alten Häusern. Im Mittelalter war Rißdorf Sitz mindestens zweier Stifts- und Gutshöfe.
Die Maria-Himmelfahrt-Kapelle steht mitten im Ort. Die römische Eifelwasserleitung nach Köln und die Autobahn A1 gehen direkt am Ortsgebiet vorbei.
Am 1. Juli 1969 wurde die Gemeinde Lessenich-Rißdorf nach Veytal eingemeindet.
Die VRS-Buslinie 809 der RVK verbindet den Ort als TaxiBusPlus im Bedarfsverkehr mit Antweiler, Satzvey und Mechernich. Zusätzlich verkehren an Schultagen eine Fahrt nach Euskirchen und zurück sowie einzelne Fahrten der auf die Schülerbeförderung ausgerichteten Linie 867.
| Linie | Betreiber | Verlauf |
| ----- | --------- | --- |
| 809   | RVK       | MiKE (außer im Schülerverkehr): (Euskirchen – Billig – Kreuzweingarten) Antweiler – Wachendorf – Lessenich – Rißdorf – Lessenich – Satzvey Bf – Katzvey – (Kommern-Süd – Kommern –) Mechernich Stiftsweg – Mechernich Bf |
| 867   | Schäfer   | Satzvey – Antweiler – Wachendorf – Lessenich – Rißdorf – Weiler am Berge – Holzheim – Harzheim – (Eiserfey – Vussem – Breitenbenden –) Mechernich Stiftsweg – Mechernich Bf                                              |